# روسولا بنية أرجوانية
روسولا بنية أرجوانية (الاسم العلمي: Russula xerampelina) هي نوع من الفطريات تتبع جنس الروسولا من الفصيلة الروسولية.